# Dannette Young
Dannette Louise Young-Stone (Jacksonville, 6 ottobre 1964) è un'ex velocista statunitense, vincitrice di due medaglie olimpiche.

## Biografia
Iscritta all'Università A&M dell'Alabama partecipò e vinse il bronzo all'Universiade 1987. Young ha partecipato ai Giochi olimpici di Seul 1988 vincendo la medaglia d'oro con la squadra statunitense di staffetta 4×100 metri.
Quattro anni dopo, a Barcellona 1992, è stata protagonista della batteria di qualificazione della squadra di staffetta 4×400 metri che avrebbe poi conquistato una medaglia d'argento. Ha preso parte anche a due edizioni dei Mondiali ed una di Coppa del mondo.

## Palmarès
| Anno | Manifestazione  | Sede       | Evento      | Risultato | Prestazione | Note  |
| ---- | --------------- | ---------- | ----------- | --------- | ----------- | ----- |
| 1987 | Universiade     | Zagabria   | 200 m piani | Bronzo    | 22"72       |       |
| 1988 | Giochi olimpici | Seul       | 4×100 m     | Oro       | 41"98       | [ 3 ] |
| 1991 | Mondiali        | Tokyo      | 200 m piani | 6ª        | 22"87       |       |
| 1992 | Giochi olimpici | Barcellona | 4×400 m     | Argento   | 3'20"92     | [ 3 ] |
| 1993 | Mondiali        | Stoccarda  | 200 m piani | 8ª        | 23"04       |       |

## Altre competizioni internazionali
1989
- 4ª in Coppa del mondo ( Barcellona), 200 m piani - 23"08

1990
- Oro ai Goodwill Games ( Seattle), 200 m piani - 22"64

1994
- Oro ai Goodwill Games ( San Pietroburgo), 4×100 m - 42"98